# 铁木迭儿
铁木迭儿（？—1322年10月6日），蒙古人，元朝权臣，祖父卜邻吉带、父亲木儿火赤。
元成宗时，担任同知宣徽院事，兼通政院使。元武宗即位，因他和太后答己亲善，任宣徽使，至大元年（1308年）夏四月，加右丞相。后任江西行省平章政事；同年，又迁云南行省左丞相。在云南，铁木迭儿搜刮民脂民膏，被弹劾，铁木迭儿逃回大都。元仁宗即位，在太后的干预下，铁木迭儿为中书省右丞相。铁木迭儿倡导在预买盐引、括田江南，号称延祐经理，引起蔡五九起义。
延祐二年（1315年）七月，太后降旨，铁木迭儿又被任命总宣政院事。十月，又晋封为太师。延祐三年（1316年）春，铁木迭儿上奏议立仁宗之子硕德八剌为皇太子。延祐五年（1318年），被御史杨朵儿只、萧拜住、贺胜弹劾罢相。不久，起复太子太师。
元仁宗去世后，铁木迭儿为了报复，将杨朵儿只、萧拜住、贺胜等人陷害致死。元英宗以拜住为左丞相，牵制铁木迭儿。至治二年（1322年），铁木迭儿病死。英宗追夺其官爵及封赠制书，籍没其家。至治三年（1323年）八月，其子锁南与义子鐵失在南坡之变弑杀英宗。

## 延伸阅读
[在维基数据编辑]
 《元史·卷205》，出自宋濂《元史》
 《新元史/卷224》，出自柯劭忞《新元史》